# Den irske fristat
Den irske Fristat (6. december 1922 – 29. december 1937) var en uafhængig stat, der blev oprettet i 1922 ved fredsaftalen Anglo-Irish Treaty i december 1922. Traktaten endte den tre år lange irske uafhængighedskrig, hvor tropper fra den selvudråbte irske republik, IRA og britiske tropper kæmpede. I 1937 blev en ny forfatning vedtaget og Republikken Irland blev etableret.